# Pierre Chrétien
Pierre Chrétien (1846 – Nay, 15 juni 1934) was een Franse entomoloog, die zich heeft gespecialiseerd in vlinders.
Hij was lid van de Société entomologique de France.

## Enkele publicaties
- Chrétien, P. (1899). "Description d'un nouveau genre et d'une nouvelle espèce de Microlépidoptère". Bulletin de la Société entomologique de France. 1899: 206.
- Chrétien, P. (1900). "Les Coleophora du Dorycnium". Naturaliste. 1900: 68–70.
- Chrétien, P. (1901). "Description d'une nouvelle espèce de Teleia (Microlep.)". Bulletin de la Société entomologique de France. 1901: 10–12.
- Chrétien, P. (1907). "Description de nouvelles espèces de Lépidoptères d'Algerie". Bulletin de la Société Entomologique de France. 18: 305–308.
- Chrétien, P. (1915). "Contribution á la connaissance des Lépidopteres du Nord de l'Afrique. Notes biologiques et criques". Annales de la Société Entomologique de France. 84: 289–374.
- Chrétien, P. (1917). "Contribution á la connaissance des Lépidopteres du Nord de l'Afrique". Annales de la Société Entomologique de France. 85: 369–502.